# Бусиново
Бу́синово — спальный микрорайон на севере Москвы, в составе района Западное Дегунино Северного административного округа. Построен в 1980-е годы на месте одноимённого села, известного с XVI века. После административной реформы 1991 года был выделен муниципальный округ «Бусиново», с 1995 год получивший статус района и просуществовавший до 1997 года, когда его территория была включена в Западное Дегунино.
Микрорайон ограничен тремя улицами: Маршала Федоренко, Краснополянской и Бусиновской Горкой. Площадь, ограниченная вышеупомянутыми тремя улицами, составляет 0,4 км² (40 га), при этом периметр равен 2,4 км.

## История
Задокументированная история Бу́синова начинается в XVI веке.
В начале XVI в. известно как Бу́сино. В писцовой книге 1584—1586 гг. названо как «село Кокорево, Бу́синово тож на речке Лихоборке, а в ней церковь Сергия Радонежского». В XVII в. Бу́синово упоминается в числе селений, принадлежавших Новодевичьему монастырю. Название образовано от речки Бу́синки, протекавшей около села.
Бу́синово было расположено на высоком холме, недалеко от села была пустошь Красные Горки.
Тогда помимо современного названия Бу́синово носило и второе название — Кокорево, от прозвища, которое носил один из представителей сильно разветвившегося рода Кобылиных — Андрей Борисович Кокорь, живший здесь в конце XV века и ставший родоначальником рода Кокоревых. Позднее Бусиново переходит во владение рода Челядиных.
В 1584 году в селе существовала деревянная церковь Сергия Чудотворца, разрушенная в Смутное время. К 1623 году Бусиново практически исчезло, по описанию «село» состояло из одного двора с одним крестьянином. Однако уже в 1643 году была восстановлена разрушенная церковь Сергия Чудотворца. Население села по переписи 1646 года составляло 33 человека (14 дворов).
В начале XVIII века взамен церкви Сергия Чудотворца строится церковь Сергия Радонежского, также деревянная. В 1704 году в Бусинове числилось 17 дворов. Во время Отечественной войны 1812 года село попало в зону французской оккупации. Известно, что в этот период от рук французских военных погибли два местных жителя. В 1852 году Бу́синово входило в состав Назарьевской волости, население села составляло уже 274 человека (42 двора).

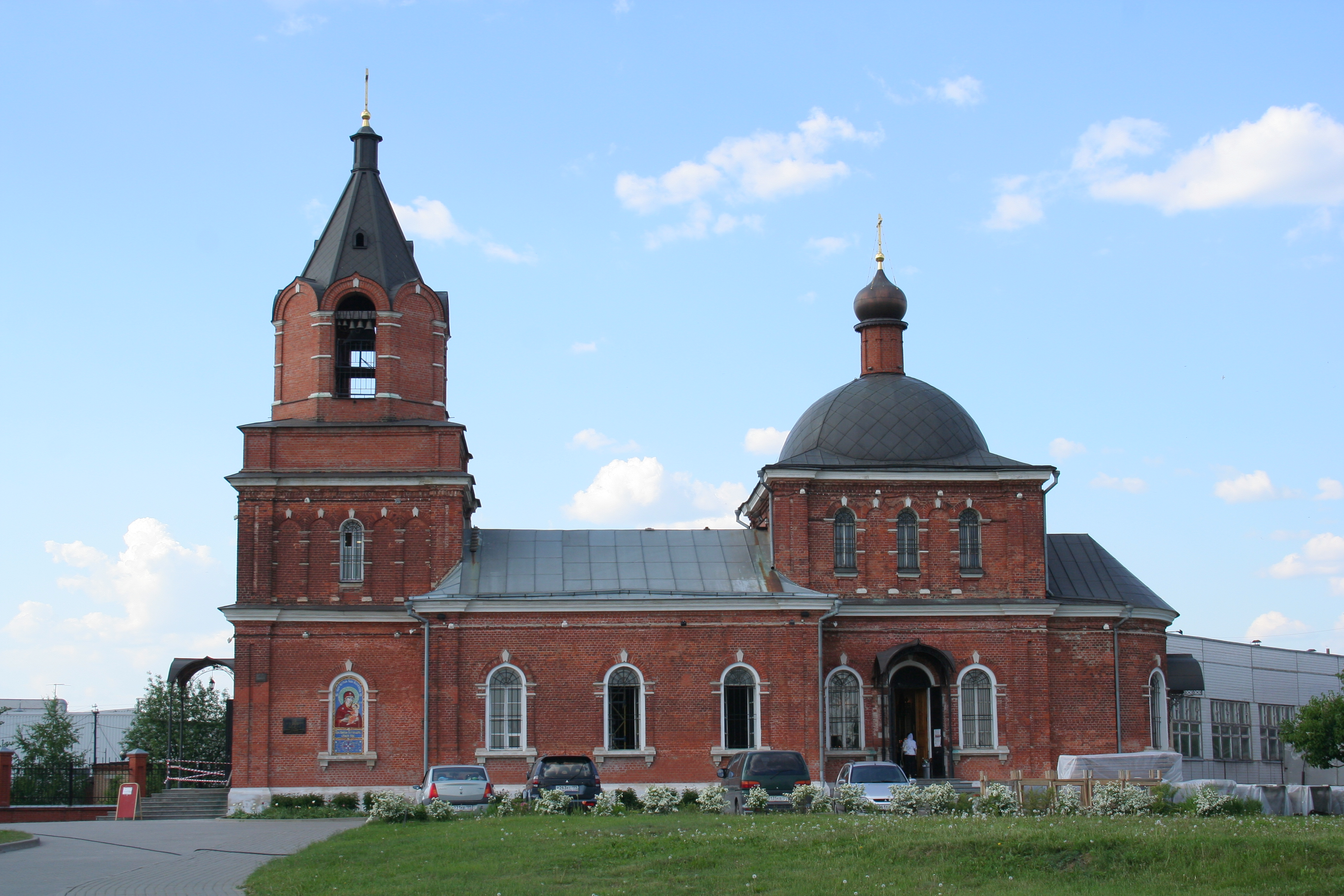
Храм Сергия Радонежского в Бусинове

В 1856 — 1859 годах в Бу́синово было построено первое каменное здание — храм Сергия Радонежского по проекту инженера Груздина. Строительство велось на средства владимирского купца Ивана Андреевича Бусурина и князя Николая Ивановича Оболенского. С 1857 года при ещё недостроенном храме начала работать церковно-приходская школа, но за недостатком средств была практически сразу закрыта. Её работа возобновилась лишь с 1880 года, в 1881 году в ней учился 21 человек. По переписи 1869 года в селе проживали 302 человека (141 мужчина и 161 женщина), из них грамотных — 42 мужчины и 9 женщин.
По мере приближения к селу городской границы Москвы в Бу́синове стали селиться дачники. Численность населения начала быстро увеличиваться. К 1930 году в селе имелись кооперативный магазин, клуб и библиотека. В 1936 году бусиновская церковь закрывается и передается под промышленные нужды, а затем превращается в развалины.
В Великую Отечественную войну село не попало в зону оккупации. Ближе всего к линии фронта Бу́синово оказалось 3 декабря 1941 года, за два дня до начала общего контрнаступления: в этот день 4-я танковая армия генерал-полковника Эриха Гёпнера захватила станцию Крюково (22 км от Бусинова), а позже мотоциклисты 62-го сапёрного батальона вышли к железнодорожному мосту через Химкинское водохранилище в полутора километрах от села. Перед Битвой за Москву севернее села был сооружен противотанковый ров: от Химкинского водохранилища до деревни Фуниково (совр. Карельский бульвар). Следы рва были постепенно ликвидированы при последующей застройке севера Москвы. Единственный сохранившийся участок рва представляет собой заболоченный овраг по северной границе Бу́синовского кладбища.
В 1960 году началась реконструкция Московской кольцевой автомобильной дороги, расположенной по северной границе Бусинова. В этом же году граница Москвы была проведена по МКАД, и территория села вошла в состав Тимирязевского района. Тогда население Бусинова составляло 1200 человек. В течение более 10 лет Бусиново фактически оставалось селом в городской черте, последние частные дома были снесены в 1973 году.
В конце 1970-х годов начинается разработка проекта перепланировки Бусинова, а в начале 1980-х годов — массовая жилая застройка. В начале 1982 года были сданы в эксплуатацию первые жилые дома. 15 января получили своё название улицы Бусиновская Горка и Маршала Федоренко (Проектируемый проезд № 158), а также Краснополянская (Проектируемый проезд № 156). 8 февраля 1982 года начинается строительство средней школы № 674.
Общественный транспорт в Бусинове заработал 4 апреля 1982 года: автобус № 656 связал район со станцией Ховрино Октябрьской железной дороги. С 16 апреля 1983 года после открытия моста через маневровые железнодорожные пути ТЭЦ-21 был запущен маршрут № 673 до станции метро «Речной вокзал» Горьковско-Замоскворецкой линии. Осенью 1984 года к ним добавляются маршруты № 200 и № 270. 1 марта 1991 года была открыта станция Петровско-Разумовская Серпуховско-Тимирязевской линии и маршрут № 656 был продлён до неё.
В 1995—2015 годах микрорайон Бусиново также связывали со станциями метро «Речной вокзал», «Петровско-Разумовская» и «Алтуфьево», а также платформой Ховрино несколько маршрутов маршрутного такси, работавшего на коммерческой основе.
В первой половине 2010-х через район Бусиново проходил маршрут № 284 (Метро «Речной вокзал» — Метро «Алтуфьево»), а со второй половины 2010-х его заменил маршрут автобуса № 559 (Метро «Речной вокзал» — Метро «Алтуфьево», который в 2021 году был укорочен до метро «Ховрино» и продлён до улицы Корнейчука, а с 7 сентября 2023 года также проходит через метро «Лианозово»).
В начале 2015 года до Бусинова был продлён маршрут автобуса № 799 (от платформы Лианозово), который в 2021-м был переименован в № 499, с 7 сентября 2023 года проходит также через метро «Яхромская», а с 16 сентября 2023 года изменён в связи с объёдинением с маршрутом № 748, получив заезд на станцию Бескудниково (входит в МЦД-1) и платформу Грачёвская (входит в МЦД-3).
После открытия в конце 2017-го станции метро «Ховрино» и в первом квартале 2018 года станции метро «Селигерская» были соответственно изменены маршруты № 656 (укорочен до метро «Селигерская») и № 673 (укорочен до метро «Ховрино»). С 8 января 2020 года маршрут № 673 был продлён до «ЖК На Базовской», а с 22 июля 2021 года снова продлён до метро «Речной вокзал», а также платформы Грачёвская (с 17 августа 2023 года — входит в МЦД-3).
С 16 сентября 2023 года маршрут № 200 (укороченный 22 июля 2021 года до метро «Ховрино») в связи с открытием станции метро «Лианозово» был объединён с маршрутом № 270, который стал проходить от метро «Речной вокзал» до Лобненской улицы без заезда к платформе Грачёвская. Таким образом маршрут № 200, в течение 39 лет, обслуживавший в том числе жителей Бусинова, был упразднён.
В 1991 году был запущен построенный вдоль улицы Бусиновская Горка Бусиновский мясоперерабатывающий комбинат («БМПК»). 16 февраля 2009 года на БМПК произошла утечка аммиака — из-за ошибки рабочего холодильно-компрессорного цеха, открывшего законсервированный аммиакопровод, в атмосферу вылилось около 10 литров аммиака.
12 сентября 1991 года в связи с административной реформой в столице Бусиново было выделено в отдельный муниципальный округ в составе Северного административного округа с границами по улицам Бусиновская Горка, Маршала Федоренко и Краснополянской. 5 июля 1995 года муниципальный округ Бусиново реорганизован в район и 22 июля 1997 года вошёл в состав района Западное Дегунино.
В середине 1990-х годов в рамках реконструкции Московской кольцевой автодороги на её 77-м километре была построена Бусиновская транспортная развязка с Библиотечным проездом, которая оттянула на улицы Дыбенко и Зеленоградская, а также на Прибрежный проезд значительную часть транспортного потока с Ленинградского и Дмитровского шоссе.
В мае 2007 года после нескольких месяцев строительства в Бусинове был открыт физкультурно-оздоровительный комплекс с бассейном.
В 2012—2014 годах возле Бусинова построен участок Северо-Восточной хорды с полной реконструкцией Бусиновской транспортной развязки, так же являющейся входным участком автомагистрали Москва — Санкт-Петербург. Участок хорды и развязка вступили в строй 26 декабря 2014 года. Данный участок СВХ (ныне часть МСД) имеет минимальное транспортное значение для Бусинова, так как непосредственно из микрорайона въезд на МСД не предусмотрен, а съезд выполняется через Библиотечный проезд, а выполняет транзитные функции для города в целом.
В 2013—2017 годах возле Бусинова построена станция метро «Ховрино» Замоскворецкой линии (открыта 31 декабря 2017 года), которая благодаря открытому 26 декабря 2018 года пешеходному переходу через маневровые пути грузовой станции Ховрино и главный ход ОЖД находится в зоне пешеходной доступности от ул. Маршала Федоренко.
В мае 2018 года непосредственно возле метро Ховрино был открыт автовокзал «Северные ворота», с которого осуществляются междугородные и международные автобусные рейсы.
В непосредственной близости от района 23 ноября 2020 года (с использованием пешеходного перехода через ОЖД) была открыта платформа Ховрино Ленинградского направления ОЖД, которая 17 августа 2023 года вошла в состав Ленинградско-Казанского диаметра (МЦД-3 или D3) Московских центральных диаметров.

## Инфраструктура

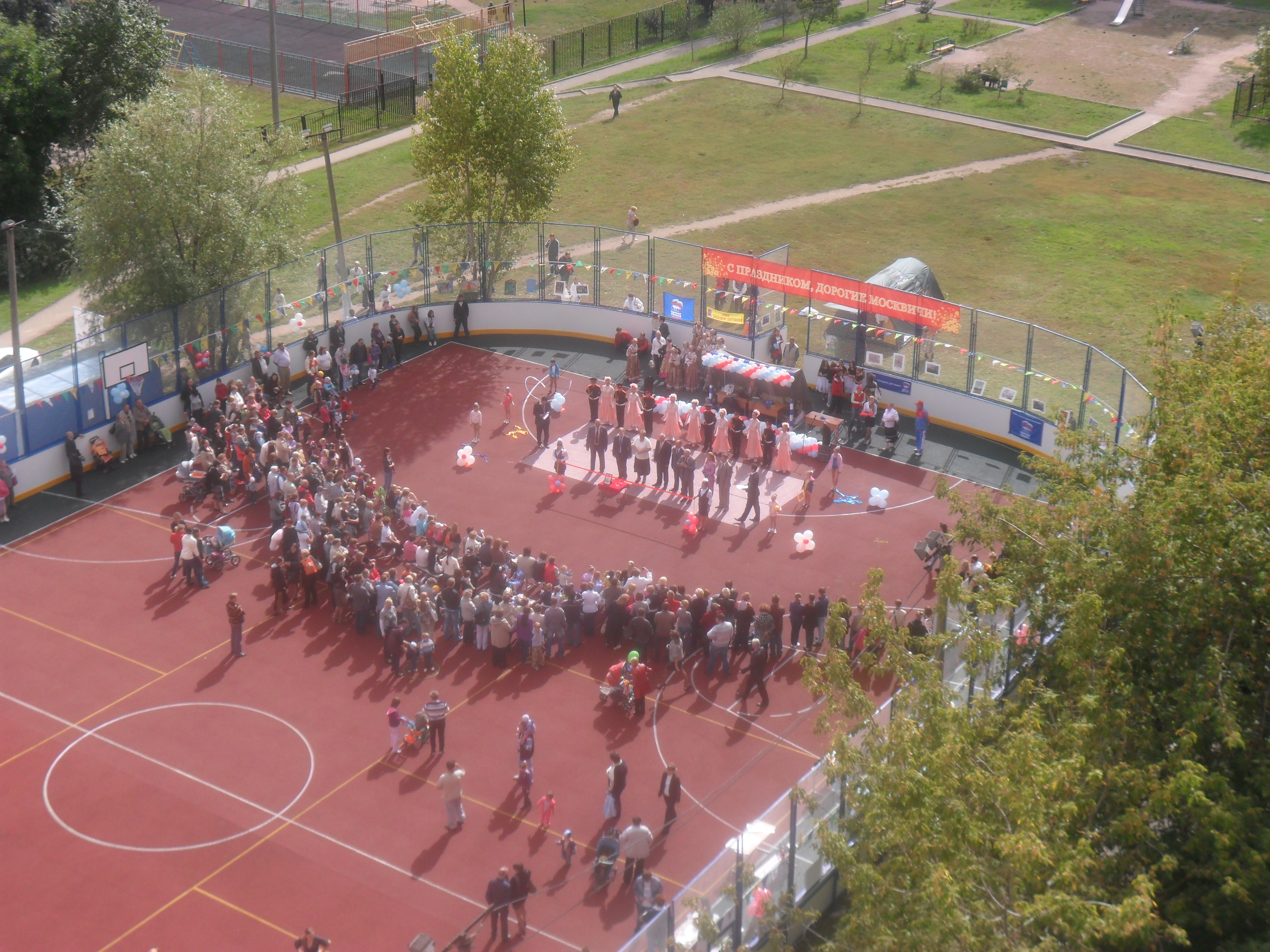
Торжественная церемония открытия спортивной площадки в Бусинове в День города 4 сентября 2011 года

На территории Бусинова располагается образовательный комплекс «Школа № 1125 имени Я. Н. Федоренко», возникший в результате объединения трёх детских садов (№ 1362, № 1453 и № 1507) и двух общеобразовательных школ (№ 674 и № 1125), детская музыкальная школа № 105, библиотека № 257, Дом культуры «Восход», городская поликлиника № 193.
Крупнейшие предприятия розничной торговли — супермаркеты сетей «Перекрёсток», «Пятёрочка», «Магнит», «Верный». Имеется отделение Сбербанка России № 7982/01518, отделение Почты России № 125599.
Всего в микрорайоне 12 жилых домов (26 корпусов) типовой жилой застройки серий П-44 и 1605/12.

## Транспорт

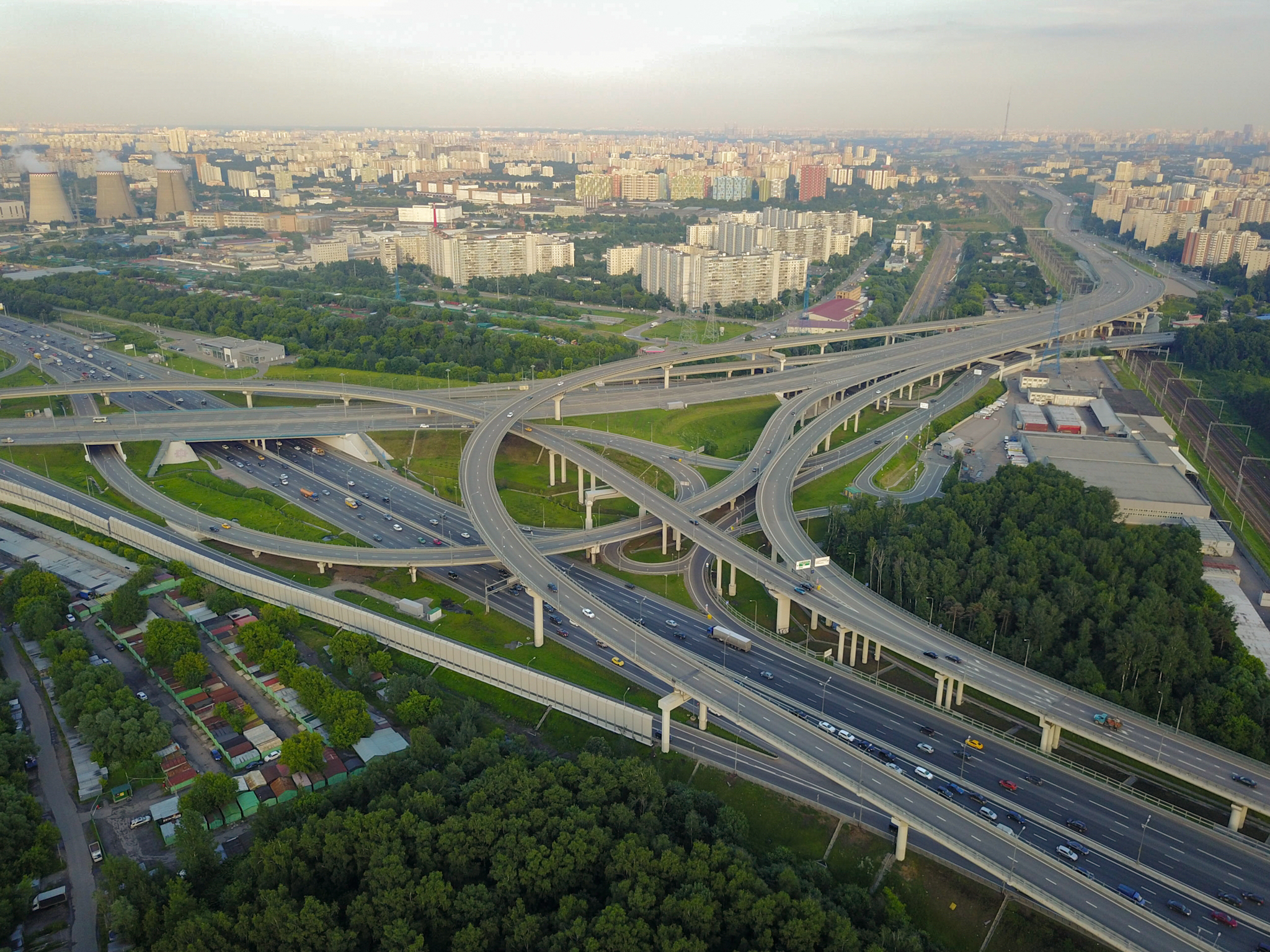
Бусиновская развязка

Транспортная обстановка характеризуется наличием двух выездов из района: западный — через Библиотечный проезд, восточный — через Ижорскую улицу. С 2002 года у западного выезда организовано круговое движение. Бусиново располагается в непосредственной близости от МКАД, от Бусиновской развязки на её 77-м километре начинается федеральная автомагистраль М11 Москва—Санкт-Петербург.
Имеется туннельный пешеходный переход (от д. 2 по ул. Маршала Федоренко) в район Ховрино (в район д. 27А по ул. Зеленоградская) по пешеходному тоннелю под путями Октябрьской железной дороги и автомагистралью Северо-Восточная хорда. Также имеется наземный переход (1,5 км) с улицы Маршала Федоренко к улице Дыбенко вдоль северной стороны Библиотечного проезда к метро Ховрино по пешеходному тротуару и двум мостам через железнодорожные пути, который 28 декабря 2018 года дополнен внеуличным пешеходным переходом в составе двух пешеходных мостов длиной по 82 метра между Бусиновом (ул. Маршала Федоренко, между д.7 и д.15) и Ховрином (ул. Зеленоградская, напротив д. 45). Таким образом, Бусиново связано с районом Ховрино тремя пешеходными переходами и одним двухсторонним автомобильным выездом. Осенью 2019 года по бывшим технологическим проездам был организован пешеходный переход от ул. Маршала Федоренко (в р-не д. 2) до Базовской улицы в р-н «ЖК На Базовской».

### Наземный
Всего в Бусинове 6 остановок общественного транспорта, в том числе бывшая конечная станция «Бусиново». Прямым автобусным сообщением район (по состоянию на январь 2024 года) связан с семью станциями метро («Ховрино», «Беломорская», «Речной вокзал», «Селигерская», «Яхромская», «Лианозово», «Алтуфьево») и пятью железнодорожными станциями МЦД — D3 Ховрино, D3 Грачёвская, D1 Бескудниково, D1 Лианозово, D1 Марк.
| №   | Конечная 1    | Конечная 2       |
| --- | ------------- | ---------------- |
| 270 | Речной вокзал | Лобненская улица |
| 499 | Лианозово     | Бусиново         |
| 559 | Ховрино       | Улица Корнейчука |
| 656 | Селигерская   | Бусиново         |
| 673 | Речной вокзал | Грачёвская       |

### Железнодорожный
В непосредственной близости от района 23 ноября 2020 года была открыта платформа Ховрино Ленинградского направления, которая примыкает к надземному пешеходному переходу через железнодорожные пути между Зеленоградской улицей и улицей Маршала Федоренко.
С 17 августа 2023 года на Ленинградском направлении Октябрьской ОктЖД началось функционирование Ленинградско-Казанского диаметра (МЦД-3 или D3) Московских центральных диаметров, причем, часть электричек по-прежнему следует до Ленинградского вокзала, таким образом, Бусиново фактически получило ещё одну регулярно функционирующую линию внеуличного транспорта, связывающую его как с центром города, так и с ближним Подмосковьем.

### Метрополитен

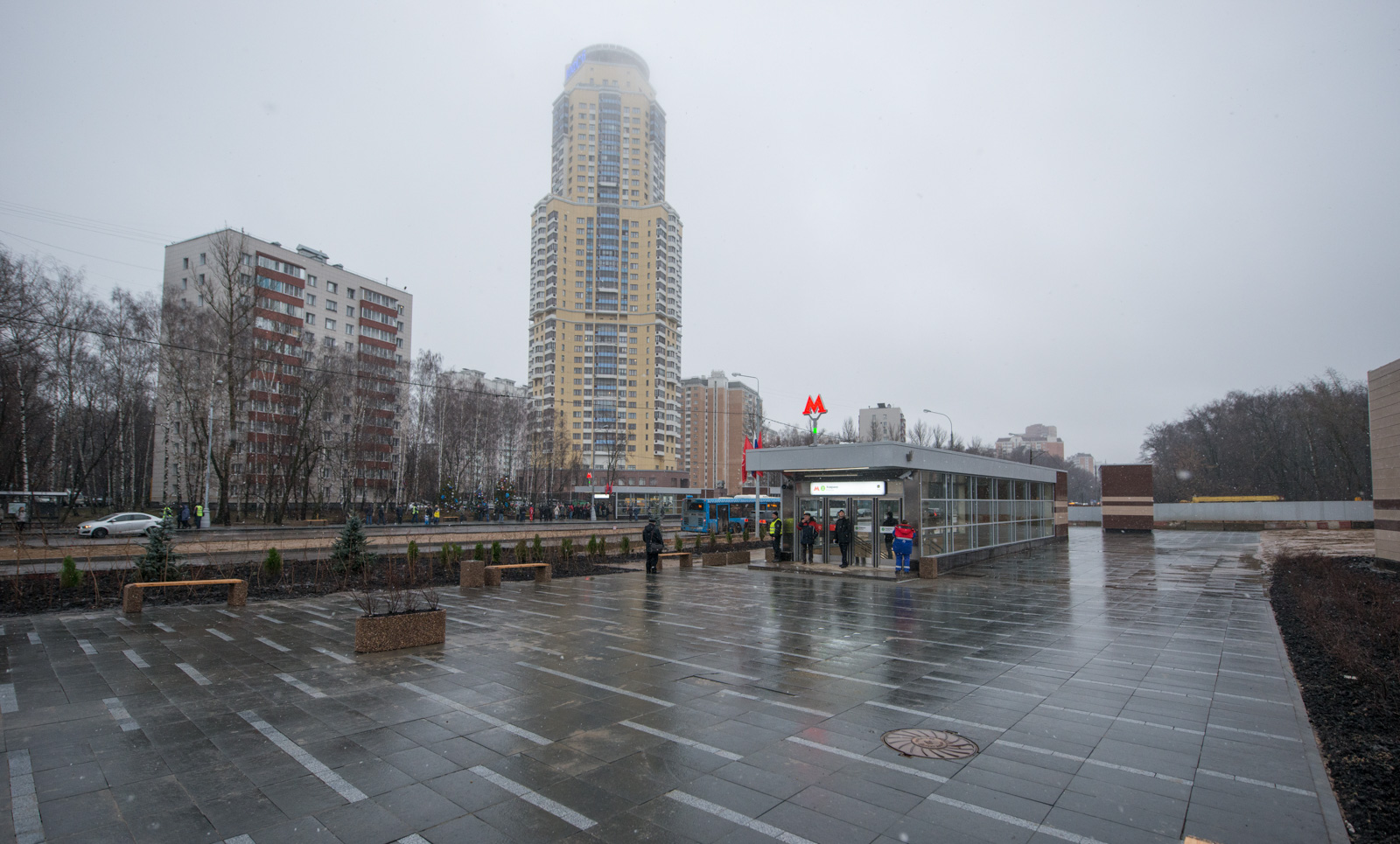
«Ховрино», ближайшая к Бусинову станция метро

Непосредственно на территории Бусинова станции метрополитена отсутствуют. Ближайшая к микрорайону станция метро — «Ховрино» Замоскворецкой линии — расположена в соседнем одноимённом районе и отделена от Бусинова путями Октябрьской железной дороги. Попасть к станции «Ховрино» можно как на наземном транспорте, так и пешком — по автомобильному Октябрьскому путепроводу и прямому пешеходному переходу (в составе двух пешеходных мостов и прилегающих к ним тротуаров) между улицей Маршала Федоренко и Зеленоградской улицей, что сократило пеший путь к станции метро до 650 метров.
Ближайшие станции других линий метро — «Лианозово» и «Яхромская» Люблинско-Дмитровской и «Алтуфьево» Серпуховско-Тимирязевской линий.
| Станция   | Расстояние прямое | Расстояние по улицам | Год открытия |
| --------- | ----------------- | -------------------- | ------------ |
| Ховрино   | 0,8 км            | 1,2 км               | 2017         |
| Яхромская | 3,1 км            | 4,8 км               | 2023         |
| Лианозово | 3,5 км            | 4,0 км               | 2023         |
| Алтуфьево | 6,2 км            | 8,6 км               | 1994         |

## Экология

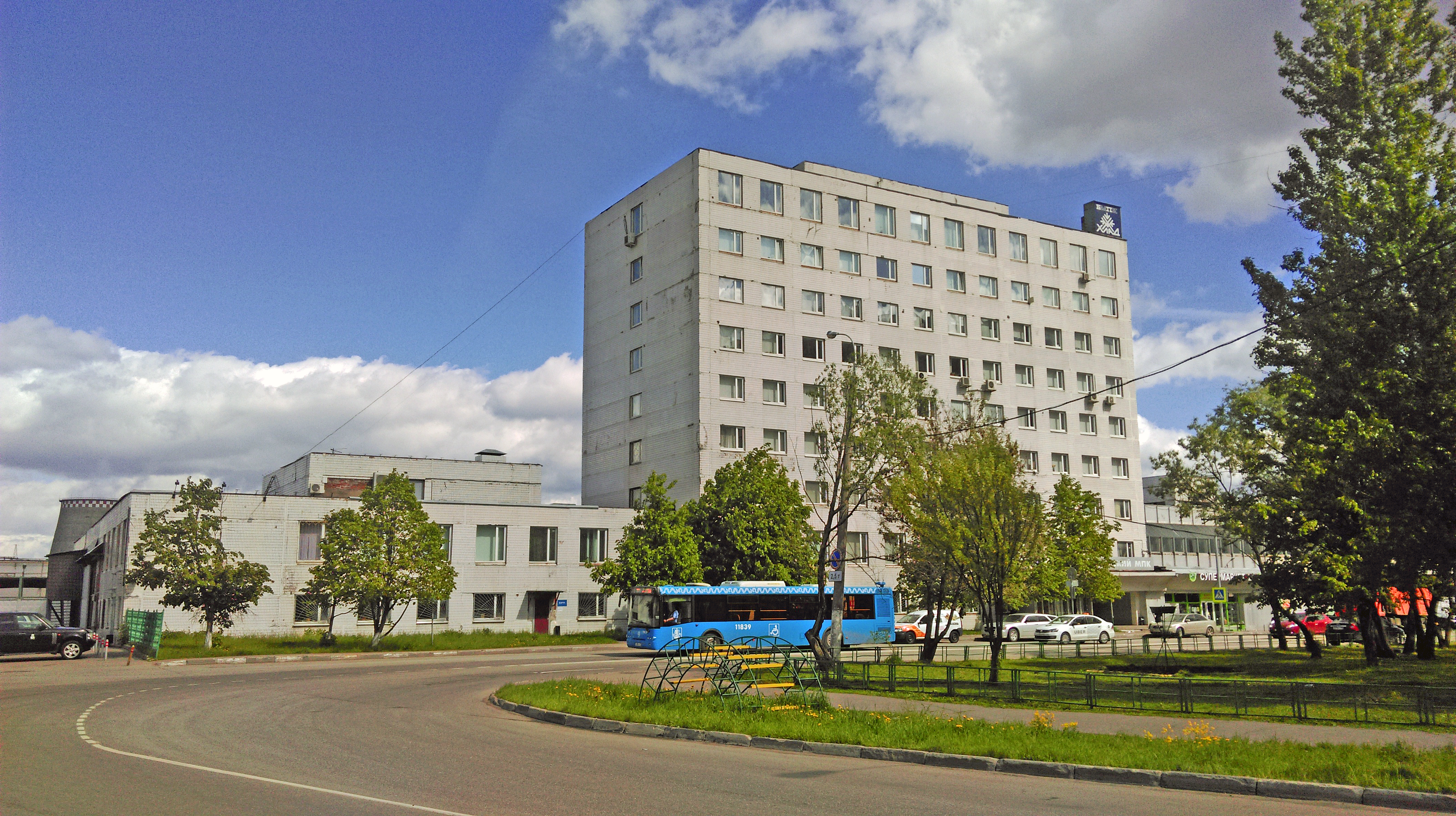
Бусиновский мясоперерабатывающий комбинат

Основной негативный экологический фактор в районе — наличие в непосредственной близости от жилой застройки крупных промышленных предприятий: Бусиновский мясоперерабатывающий комбинат (открыт в 1991 году), Рыбокомбинат «Меридиан» (основан в 1978 году), Хладокомбинат № 15 (открыт в 1990 году), ТЭЦ-21 и ТЭЦ-28, а также ряда мелких предприятий. В экологических рейтингах районов Москвы Западное Дегунино, в состав которого входит Бусиново, характеризуется, как правило, как район с относительно благоприятной или напряжённой экологической обстановкой. Отмечается частое превышение предельно допустимой концентрации оксида углерода.
16 февраля 2009 года в 11:45 в главном производственном корпусе Бусиновского мясокомбината произошла утечка до 10 литров хладагента R717 (жидкого аммиака). В результате аварии пострадали 12 человек. Причина утечки — ошибочные действия оператора цеха, открывшего нерабочий трубопровод.
Кроме того, экологическая обстановка осложняется близостью СВХ и МКАД. В полутора километрах севернее Бусинова расположен Химкинский полигон ТБО площадью 20 га, а также завод по переработке твердых бытовых отходов. Закрыт летом 2012 года.

## Примечательные здания и сооружения
Недалеко от примыкания улицы Маршала Федоренко к улицам Бу́синовская Горка и Ижорская расположен храм Сергия Радонежского в Бу́синово, построенный в 1859 году и с начала 1990-х годов снова перешедший в разряд действующих.

## Известные жители
- Александр Елагин (13 июля 1922 — 31 января 1992) — гвардии лейтенант, «танковый снайпер», Герой Советского Союза (№ 9031, 15 мая 1946 года), кавалер орденов Ленина, дважды ордена Отечественной войны 1-й степени, ордена Красной Звезды. В 1941—1944 годах — командир танка, в 1944—1945 — командир САУ в 251-м гвардейском самоходном артиллерийском полку (2-й гв. мех. корп., 46А, 2-й Украинский фронт)[33].
- Владимир Лысенко (12 апреля 1947 — 10 февраля 1995) — лётчик-испытатель 1 класса, пилот гражданской авиации 1 класса, мастер спорта международного класса. С 1981 года работал лётчиком-испытателем КБ Антонова. Погиб при испытании самолёта Ан-70. Кавалер ордена «За личное мужество»[34].